# Les Éditions du Net
Les Éditions du Net est une maison d’édition française spécialisée dans l'édition et la distribution en librairies et sur internet de livres papier en impression à la demande, ainsi que de livres numériques, créée en 2010 sous la forme d'un portail web.

## Fonctionnement
Membre du Syndicat national de l'édition (SNE), Les Éditions du Net sont une entreprise commerciale qui a développé une plateforme d'édition qui distribue auprès des librairies et des sites internet les livres de plusieurs éditeurs français, tels que la BnF, l'OFCE et l'Insee.
En septembre 2012, le site internet Chapitre.com ensemble avec Les Éditions du Net annoncent leur partenariat avec la Bibliothèque nationale de France (BNF) qui permet aux lecteurs de demander l'impression d'ouvrages disponibles sur le catalogue numérique de la BNF (fond Gallica). Les livres sont disponibles soit en version numérique soit sur support papier en impression à la demande.
Depuis 2013, l'éditeur a ouvert sa plateforme d'édition aux auteurs sur le site www.leseditionsdunet.com. Après l'accord du comité de sélection, les auteurs peuvent gratuitement et librement publier leurs ouvrages, sans obligation ni cession de leurs droits. Leurs livres sont disponibles chez tous les libraires et sur tous les sites internet en impression à la demande.
Ensemble avec ses quelques partenaires et ActuaLitté, Les Éditions du Net organisent le 24 octobre de chaque année, une journée culturelle dédiée au livre, comptant plus de 2 000 auteurs pour plus de 30 pays, reliant ainsi le nord et le sud.
En 2016, des controverses liées au système d’autoédition mène les Éditions du Net à accuser la plateforme Amazon pour non-respect des droits d’auteur.
En 2017, les Éditions du Net ont créé les éditions LEN pour les livres grand public sous la direction littéraire de Wilfried N'Sondé, écrivain publié chez Actes Sud.
Fin 2017, Les Éditions du Net annoncent avoir imprimé 350 000 livres pour le compte de plus de trente maisons d'édition, en plus de quatre mille ouvrages en auto-édition.